# 阿布·萨比特·阿米尔
阿布·萨比特·阿米尔·本·优素福（阿拉伯语：أبو ثابت عامر；1284年—1308年7月28日），摩洛哥马林王朝君主，1307年至1308年在位。

## 生平
1307年，马林王朝君主阿布·雅各布·优素福·纳赛尔在特莱姆森远征时遇刺身亡。这次旷日持久的远征自1299年以来令马林王朝元气大伤，格拉纳达趁机支持马林王族奥斯曼·本·阿比·乌拉进攻摩洛哥北部，于1306年攻占休达，随后攻占摩洛哥北方大部。阿布·萨比特在1307年5月即位，决定放弃远征，转而阻挡奥斯曼的攻势。
阿布·萨比特即位之初，又有三位王族反叛。阿布·萨比特很快平息了内乱，又和特莱姆森君主阿布·扎扬一世议和停战。奥斯曼又趁机向马林王朝攻占的原属于特莱姆森的领地进攻，其军队攻至乌季达海岸地区，令马林王朝在过去数年的战果毁于一旦。为和奥斯曼对抗，阿布·萨比特在休达以南筑城，后来发展成为今日的得土安。1308年7月，阿布·萨比特在得土安病逝，其弟阿布·拉比·苏莱曼即位。